# Szanghaj Hongqiao
Szanghaj Hongqiao (chiń. 上海虹桥站; pinyin Shànghǎi Hóngqiáo Zhàn) – jedna z czterech głównych stacji kolejowych w Szanghaju (inne stacje to Szanghaj, Szanghaj Południowy i Szanghaj Zachodni).
Całkowita powierzchnia dworca wynosi 1,3 mln m² (130 ha) – jest to największy dworzec kolejowy w Azji.
Stacja znajduje się w dzielnicy Minhang i jest główną częścią Kompleksowego Węzła Transportowego Hongqiao ("Hongqiao Hub"). Stacja położona jest bezpośrednio przy Terminalu 2 na lotnisku Szanghaj-Hongqiao, a także ma połączenie z liniami: 2 i 10 metra w Szanghaju.

## Galeria

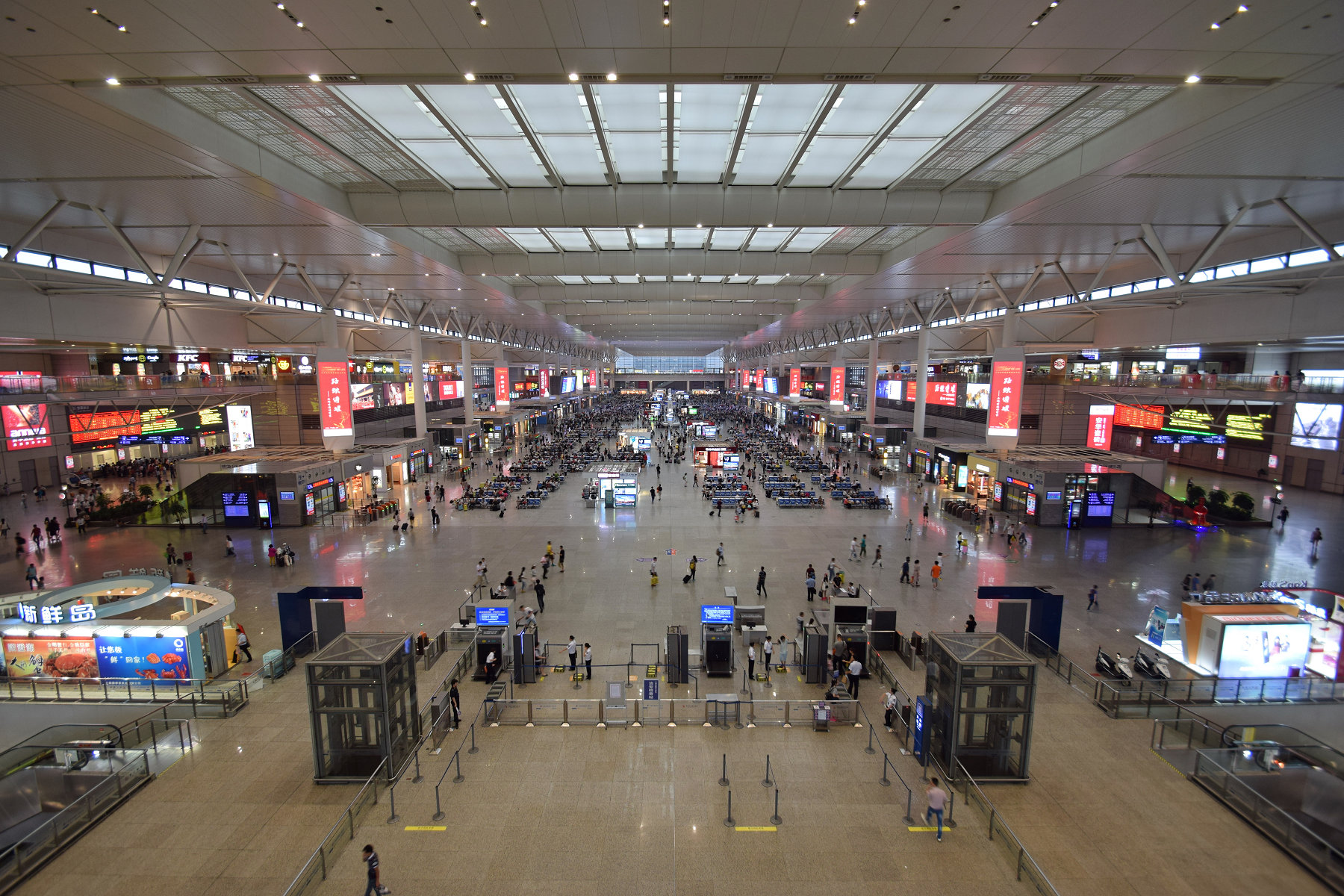
Hala dworca Szanghaj Hongqiao
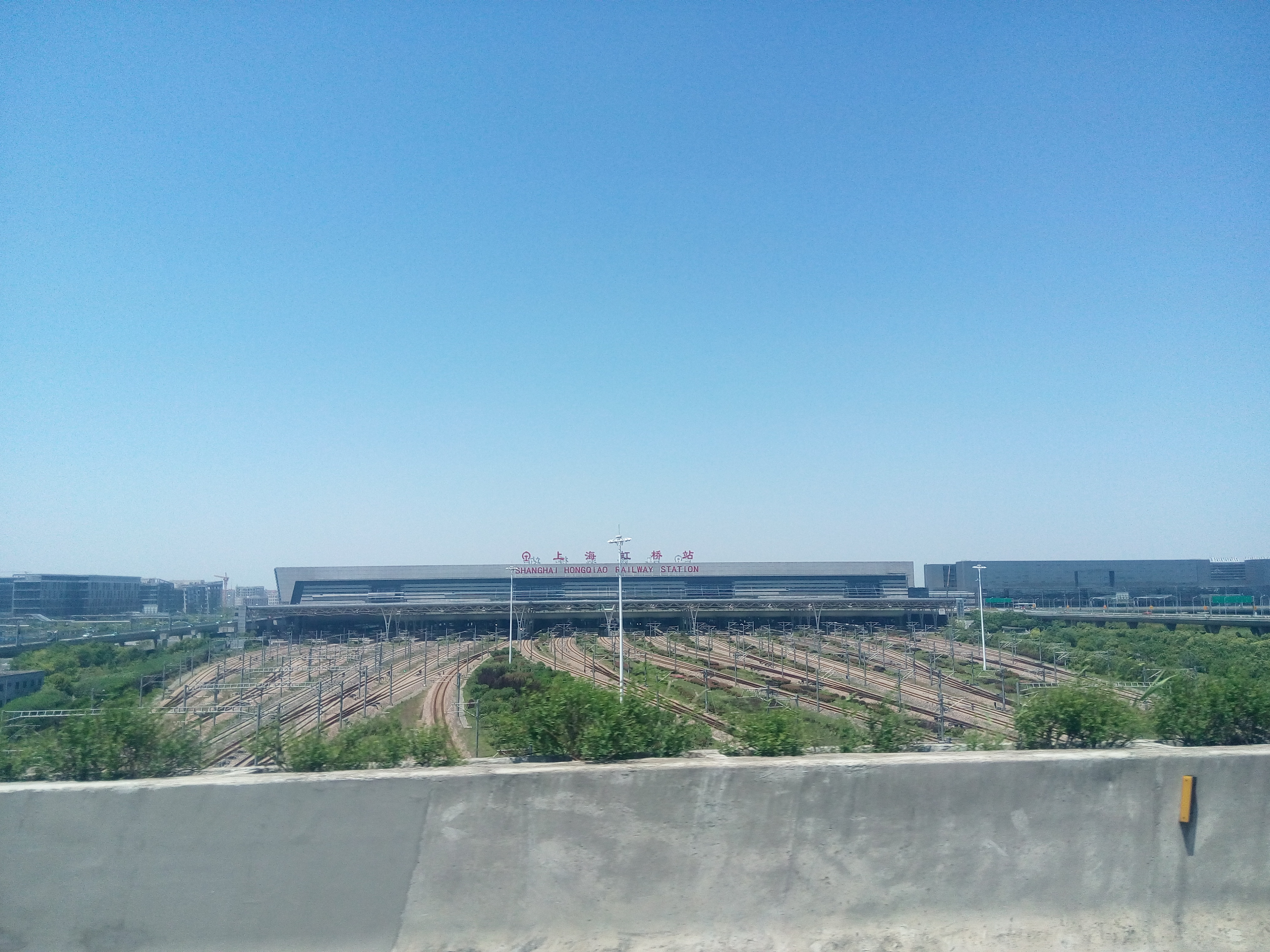
Widok dworca od strony torów kolejowych